# Lygropia xanthozonalis
Lygropia xanthozonalis là một loài bướm đêm trong họ Crambidae.